# Hans Hattenhauer

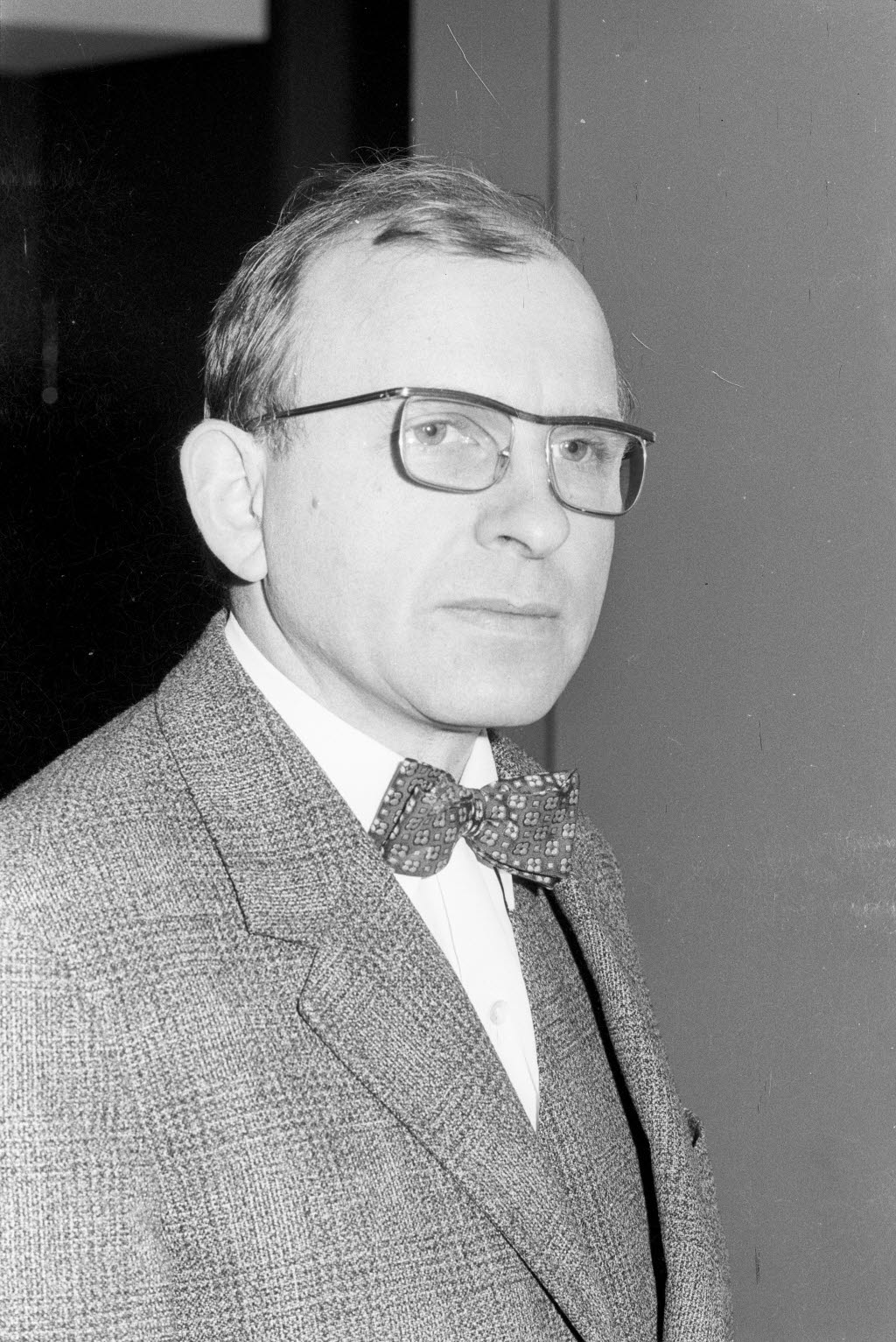
Hans Hattenhauer, Januar 1972, aufgenommen von Friedrich Magnussen

Hans Joachim Hattenhauer (* 8. September 1931 in Groß Mellen, Landkreis Saatzig, Provinz Pommern; † 20. März 2015 in Speyer) war ein deutscher Rechtshistoriker. Er lehrte von 1965 bis 1996 als Professor für Deutsche (und Europäische) Rechtsgeschichte, Bürgerliches Recht und Handelsgeschichte an der Christian-Albrechts-Universität zu Kiel. Als einer der ersten Rechtshistoriker öffnete er die deutsche Rechtsgeschichte für die europäische Perspektive. Durch seine Arbeiten und Initiativen hat er wesentlich zum Ansehen Kiels auf dem Gebiet der Rechtsgeschichte beigetragen.

## Leben und Wirken
Hans Hattenhauer wurde als sechstes von acht Kindern des baptistischen Predigerehepaares Alfred und Martha Hattenhauer geboren. Die Verhältnisse, in denen er aufwuchs, waren einfach. Der Besuch einer höheren Schule war Hattenhauers Vater verwehrt, weil der Großvater als Maurergeselle das Schulgeld nicht aufbringen konnte.
Im Jahr 1937 zog die Familie von Hinterpommern nach Korbach. Die dortige Baptistengemeinde hatte den Vater zu ihrem Prediger berufen. Hans Hattenhauer besuchte ab 1942 das Korbacher Gymnasium, die sogenannte Alte Landesschule. Seine Schulzeit wurde allerdings kriegsbedingt unterbrochen. Erst am 17. März 1952 legte er das Abitur ab. Mit Beginn des Sommersemesters 1952 studierte er Rechtswissenschaft an der Universität Marburg. Hattenhauer wurde in die Studienstiftung des deutschen Volkes aufgenommen. Im Dezember 1955 legte er das Erste Staatsexamen ab, setzte im Anschluss das Studium an der Ruprecht-Karls-Universität Heidelberg fort und begann mit der Arbeit an seiner Dissertation. Von Februar 1958 bis November 1959 war er wissenschaftliche Hilfskraft. Im Juli 1958 wurde er in Marburg mit einer von Hermann Krawinkel betreuten Arbeit über die Bedeutung der Gottes- und Landfrieden für die Gesetzgebung in Deutschland promoviert. Im Mai 1960 legte er die zweite Staatsprüfung vor dem juristischen Landesprüfungsamt Hessen ab. Von August 1960 bis Ende März 1965 war er wissenschaftlicher Assistent Hermann Krawinkels in Marburg. Er habilitierte sich im Juni 1964 mit einer Arbeit über das entstehende Recht der Verfügung an Grundstücken im Mittelalter. Die Arbeit wurde 1969 veröffentlicht. Ab Januar 1965 war Hattenhauer als Dozent an der Universität Marburg tätig. Dort hatte er einen Lehrauftrag für Deutsche Rechtsgeschichte im Wintersemester 1964/65.
Hattenhauer lehrte von 1965 bis 1996 als Professor für Deutsche Rechtsgeschichte, Bürgerliches Recht und Handelsgeschichte an der Christian-Albrechts-Universität zu Kiel. Seine Antrittsvorlesung hielt er Über die Autorität des germanischen Rechts. Einen Ruf an die Universität München lehnte er im September 1971 ab. Von 1971 bis 1972 war er Dekan der Juristischen Fakultät. Im Jahr 1973/74 war er Rektor der Kieler Universität. Von Juli 1976 bis zu seiner Emeritierung Ende September 1996 war er Direktor des Juristischen Seminars. Im Jahr 1978 ist er Vertreter im Kultursenat der Stadt Kiel. In den 1980er Jahren baute er in Zusammenarbeit mit der Université Paris V und dem Institut Catholique de Paris das Paris-Programm der Kieler Rechtswissenschaftlichen Fakultät auf. Dadurch konnten Kieler Studenten ein Semester in Paris verbringen. Hattenhauer übernahm Gastdozenturen in den USA und Russland. Sein Lehrstuhl wurde 1993 auf den Bereich „Deutsche und Europäische Rechtsgeschichte“ erweitert. Hattenhauer betreute insgesamt 107 Dissertationen und drei Habilitationen. Auch nach seiner Emeritierung bis etwa Anfang 2007 betreute er einige Dissertationen. Zu seinen akademischen Schülern gehörten Jürgen Brand, Jörn Eckert und Rainer Polley. Nach seiner Emeritierung war er einer der Mitinitiatoren der Rechtshistorikertage im Ostseeraum. Seit 2000 werden diese in verschiedenen Universitätsstädten der einzelnen Ostseeanrainerstaaten abgehalten.
Hattenhauer verband die Rechtsgeschichte mit aktuellen politischen Themen. Schwerpunkte waren das Familienrecht, Beamtenrecht, Justiz und Juristenausbildung. In das Eherecht brachte er sich vielfach mit konservativen Beiträgen ein. Dissertation über die Gottes- und Landfrieden und Habilitation über die Entdeckung der Verfügungsmacht widmeten sich hingegen noch mediävistischen Themen. Er veröffentlichte 1967 zusammen mit seinem Assistenten Arno Buschmann das Textbuch zur Privatrechtsgeschichte der Neuzeit. Es war eine Quellensammlung, die zeitlich die Anfänge des mittelalterlichen Universitätswesens bis zum Code Napoléon und zum Bürgerlichen Gesetzbuch umfasst. Von Hattenhauer stammen grundlegend gewordene Editionen. Er legte 1970 eine moderne Ausgabe des Allgemeinen Landrechts für die Preußischen Staaten von 1794 vor und schloss damit eine Forschungslücke. Im Jahr 1996 erschien die Edition in der dritten Auflage. Hattenhauer veröffentlichte eine Edition zu den Kodifikationsschriften von Thibaut und Savigny. Mit den geistesgeschichtlichen Grundlagen des geltenden deutschen Rechts legte er die erste deutsche Rechtsgeschichte des 19. und 20. Jahrhunderts vor. Im Jahr 1992 veröffentlichte er seine Darstellung zur europäischen Rechtsgeschichte. Es war die erste europäische Rechtsgeschichte. Das Werk erstreckt sich vom römischen Recht bis zu den europäischen Verträgen und Institutionen. Die Arbeit wurde zum Standardwerk und erschien 2004 in vierter Auflage. Die nächste in deutscher Sprache verfasste europäische Rechtsgeschichte erschien erst zehn bis fünfzehn Jahre nach Hattenhauers Arbeit. Er begründete 1978 mit der Gedächtnisschrift für Wilhelm Ebel die Rechtshistorische Reihe, die mittlerweile fast 500 Titel umfasst. Bis zu seinem Tod war er Mitherausgeber der Reihe. Im Jahr 1980 veröffentlichte er eine Geschichte des deutschen Beamtentums. Damit lag erstmals seit der von Albert Lotz 1909 verfassten Arbeit eine umfassende Geschichte der Beamtenschaft in Deutschland vor. Hattenhauer nannte seine Arbeit eine „Ideengeschichte des deutschen Beamtentums“. Die Darstellung gliedert sich mit der Vorgeschichte bis 1800, dem 19. Jahrhundert und der jüngeren Entwicklung von 1918 bis zu den Anfangsjahren der Bundesrepublik in drei Teile. Vielfach befasste er sich auch mit der nationalsozialistischen Diktatur, darunter die Lebensbeschreibung des Kieler Rechtshistorikers Eugen Wohlhaupter. In der 1987 erschienenen Dokumentation zu Wohlhaupter lehnte er den Versuch „mancher Zeitgenossen, ihre Welt und Weltsicht auf Kosten ihrer Väter zu rechtfertigen“ ab. Der Erkenntnis der Hitlerzeit komme man „nicht durch voreiliges Einbringen moderner Urteile und späterer Erkenntnisse auf die Spur“. Hattenhauer veröffentlichte auch zahlreiche Beiträge zum Recht der DDR. Er interessierte sich auch für Symbole und Zeichen. Im Jahr 1984 veröffentlichte er die Darstellung Deutsche Nationalsymbole.
Hattenhauer war bekennender Baptist. Bis ins hohe Alter übernahm er geistliche Funktionen in seinen freikirchlichen Gemeinden. Mit seinem langjährigen Freund Peter Dienel besuchte er Baptistengemeinden in der DDR. Hattenhauer gehörte zu den wenigen Wissenschaftlern, die im Zeitalter des Kalten Krieges fachliche Kontakte in die DDR und Osteuropa knüpften. Ab 1981 hielt er offene Tagungen zu kirchenrechtshistorischen Themen in Mecklenburg ab. Dadurch wollte Hattenhauer die Verbindungen zum Osten Deutschlands aufrechterhalten. Er war langjähriges Mitglied der SPD. Im Jahr 1965 heiratete er. Aus der Ehe gingen zwei Kinder hervor, darunter der Rechtshistoriker Christian Hattenhauer. Nach dem Tod seiner Ehefrau 2005 zog Hattenhauer zu seiner Tochter nach Speyer. Sein letzter Aufsatz, den er wenige Tage vor seinem Tod abschloss, befasste sich mit Speyer.

## Würdigungen
Für seine Forschungen wurden Hattenhauer zahlreiche wissenschaftliche Ehrungen zugesprochen. Er wurde 1973 für seine Zusammenarbeit mit skandinavischen Kollegen Kommandeur mit Stern des Sankt-Olav-Ordens. Im Jahr 1975 wurde ihm bereits mit 44 Jahren das Bundesverdienstkreuz am Bande verliehen. Hattenhauer wurde mehrfach für seinen Schreibstil und die Aufbereitung komplexer Sachverhalte durch eine verständliche Sprache gelobt. Im Jahr 1995 erhielt er den Deutschen Sprachpreis der Henning-Kaufmann-Stiftung zur Pflege der Reinheit der deutschen Sprache. Zum Ritter der Ehrenlegion (Chevalier de la Légion d’honneur) wurde er 2003 ernannt. Ihm wurde die außerordentliche Ehrung zuteil, Nekrologe sowohl in der Germanistischen als auch in der Kanonistischen Abteilung der Zeitschrift der Savigny-Stiftung für Rechtsgeschichte zu erhalten. In den letzten beiden Jahrzehnten war dies nur noch bei Adalbert Erler der Fall.

## Schriften (Auswahl)
Ein Schriftenverzeichnis erschien in: Jürgen Brand: In memoriam. Ein Kämpfer vor dem Herrn. Hans Hattenhauer 1931–2015. In: Zeitschrift der Savigny-Stiftung für Rechtsgeschichte, Germanistische Abteilung 133 (2016), S. 815–843, hier: S. 833–843.
- Allgemeines Landrecht für die Preußischen Staaten von 1794. Mit einer Einführung von Hans Hattenhauer und einer Bibliographie von Günther Bernert. Metzner, Frankfurt am Main 1970; 3. Auflage: Luchterhand, Neuwied 1996, ISBN 3-472-02596-4.
- Thibaut und Savigny. Ihre programmatischen Schriften. Vahlen, München 1973; 2. Auflage 2002, ISBN 3-8006-2783-3.
- Geschichte des Beamtentums (= Handbuch des öffentlichen Dienstes. Bd. 1). Heymann, Köln 1980; 2. Auflage 1993, ISBN 3-452-22583-6.
- Deutsche Nationalsymbole. Geschichte und Bedeutung. Olzog, München 1980; 4. Auflage 2006, ISBN 3-7892-8183-2.
- Die Aufnahme der Normannen in das westfränkische Reich. Saint Clair-sur-Epte AD 911. Vorgelegt in der Sitzung vom 19. Januar 1990. Vandenhoeck & Ruprecht, Göttingen 1990, ISBN 3-525-86245-8.
- Europäische Rechtsgeschichte. Müller, Heidelberg 1992; 4. Auflage 2004, ISBN 3-8114-8404-4.